# Liste des abbés de Beaulieu-sur-Dordogne
La liste des abbés de Beaulieu est tirée du livre "Études historiques sur les monastères du Limousin & de la Marche, Volume 1" de l'abbé J. B. L. Roy de Pierrefitte.

## Liste des abbés

### AuIXesiècle
- Gairulfe.
- Rainulfe ou Ranulfe, abbé en 896.

### AuXesiècle
- Rodulfe, abbé en 902.
- Jean, en 928.
- Boson, en 940.
- Bernard 1er Bosqui, en 940.
- Guerno, abbé en 967.
- Gérald 1er, en 975, avec ses coadjuteurs, Kealston et Adalgise.
- Bernard II, en 985.

### AuXIesiècle
- Hugues de Castelnau, en 1031, jusqu’en 1076, sauf le temps où il a cédé l’abbaye au suivant.
- Froinus ou Frudinus.

## Liste des abbés nommés par l'abbé de Cluny
- Gérald II, entre 1095 et 1118. C’est le premier abbé nommé par l’abbé de Cluny. Il reçoit le 1er mars 1112 de Gérald, évêque de Cahors, l’église de Saint-Martial-de-Bassac ou Beissac.

### AuXIIesiècle
- Pierre de Saint-Céré, entre 1164 et 1204. Il reçoit de G., évêque de Limoges, l’église de Tudel en échange du lieu de Saillent. Il semble s’être démis en faveur du suivant. Il signe un acte en 1204 à la place d’Umbert qui était peut-être mort à cette date.
- Umbert ou Imbert. Raymond II, vicomte de Turenne, lui rend hommage en 1190 dans la ville de Figeac.

### AuXIIIesiècle
- Gausbertus, abbé en 1205. Il est choisi en 1207 par Jean sans Terre, roi d’Angleterre, pour aller voir le pape qui l’avait excommunié pour se réconcilier.
- Hugues III, mort le 17 juillet 1233 à Limoges. Il est enterré dans Saint-Martial de Limoges auprès de son ami Bernard de Solignac.
- Bernard III. Il reçoit en 1251 ou 1252 l’hommage du vicomte de Turenne et de Boson, son fils.
- Jean II, en 1256.
- Bégon de Scoraille, abbé en 1259. Il conteste à l’archevêché de Bourges la possession de la justice temporelle à Beaulieu. Simon, légat du Saint-Siège, pris pour arbitre, maintient ce droit en 1268. Il prête serment à Jean de Sully, archevêque de Bourges, en 1269. Il reçoit avec les bourgeois de Beaulieu l’archevêque de Bourges à Beaulieu en 1285. Il permet la même année aux consuls de construire le pont d’en bas sur la Dordogne. Il publie des statuts en 1288.
- Guillaume Ier. Il reçoit l’hommage de Bertrand de Longueval en 1290.

### AuXIVesiècle
- Bernard IV. Il transige avec Raymond VII, vicomte de Turenne, sur l’hommage qu’il doit à l’abbé de Beaulieu. Entre le 13 et le 15 juin 1303, il est au Louvre aux assemblées des barons et évêques de France qui prennent fait et cause pour le roi et défendent l’église gallicane, en appellent au pape Boniface VIII. Il meurt en 1316.
- Raymond. Il figure sur un acte d’hommage du vicomte de Turenne à l’abbé de Tulle pour la vicomté de Brassac.
- Élie de Malefayde, abbé en 1316. En 1317 il fit un accord avec les consuls et les habitants de Beaulieu. Il est alors accusé de simonie par les moines Il veut se justifier devant Jean XXII. Le procès va durer jusqu’en 1320 ou 1321.
- Hugues de Malefayde, parent du précédent, est abbé de 1320 à 1325.
- Étienne est nommé abbé en 1326 avec l’accord du roi.
- Raymond de Vallon. Il reçoit l’hommage du seigneur de Cavagnac en 1327.
- Guillaume. Cité en 1333.
- Radulfe, fit le 14 octobre 1336, hommage à Foucaud de Rochechouart, archevêque de Bourges. Il reçoit en 1341 l’hommage du seigneur de Granohac.
- Gilbert. Il reçoit en 1354 l’hommage de Bertrand de Favars. À la suite d’un vœu fait par les habitants et le clergé de Beaulieu le 6 février 1355, la ville fut délivrée d’un siège des Anglais. Il meurt en 1361.
- Guy. Il a été chambrier de l’abbaye. Il reçoit l’hommage de Gérald de la Mayorie en 1362 et, en 1367, celui d’Olivier du Bosc, seigneur de Castelnau. Il meurt en 1370. En 1369 meurt le cardinal Guillaume d'Aigrefeuille l'Ancien qui a dû être moine à Beaulieu.
- Guillaume III. Il est à Rome en 1374.
- Bernard V, fils d’Hugues de Beaulieu. Il meurt le 17 octobre 1389.

### AuXVesiècle
- Nicolas, abbé en 1402, la peste ravage Beaulieu. En 1415, il reçoit l’hommage du maréchal de Boucicaut, comte de Beaufort et d’Alès, comme vicomte de Turenne.
- Durand, official de Montauban, abbé en 1430.
- Étienne. Il publie en 1433 de nouveaux statuts pour rétablir la discipline dans l’abbaye. Il est mort un 27 mai.
- Dominique du Pont. Les moines le citent en 1437 devant l’abbé de Cluny pour avoir fait enfermer l’un d’eux d’une manière arbitraire.
- Pierre II de Comborn, évêque d’Evreux et administrateur de Beaulieu. En 1445, il obtient un arrêt pour la possession et la saisine de l’abbaye contre Bérard de Moleco, dit Marsillac. Il a aussi possédé l’abbaye d’Aubazine.
- Hugues Fumé, abbé de Beaulieu. Élu abbé de Bourg-Dieu en 1459 mais n’en prit pas possession.
- Bertrand de Plas de Curemonte. L’évêque de Limoges le bénit comme abbé de Beaulieu le 18 octobre 1448.
- Antoine Guillon. C’est le dernier abbé nommé par l’abbé de Cluny.
- Guyot Adémar de Grignan, premier abbé commendataire, protonotaire du Saint-Siège. Il est nommé abbé de Beaulieu par une bulle de 1466 ou 1467 alors que les moines avaient élu Louis de Comborn. Il a été évêque d’Orange.

## Liste des abbés commendataires

### AuXVIesiècle
- Guillaume IV Adémar de Grignan, abbé de Beaulieu en 1483. Il a été évêque de Saint-Paul-Trois-Châteaux de 1482 jusqu’à sa mort en 1516. Son vicaire général à l’abbaye était le frère Michel de Foucaud, cellérier du monastère. À sa mort, il y eut un schisme. Une partie des moines élisent au début d’octobre 1516 François de Curemonte. Une autre partie des moines ont élu Giles de Miremont. D’autres élurent le frère Jean de Tudel. En l’absence de l’évêque de Limoges qui venait de mourir, les vicaires généraux demandèrent aux moines une nouvelle élection. Cette élection n’ayant pas eu lieu, ils citent les trois concurrents à se présenter devant eux. On ne sait pas ce qu’il se passa.
- Bertrand II de Fages ou Farges, protonotaire apostolique.
- Jean III de Ceppes.
- Charles de Livron.
- Gilles de La Tour.
- Pierre de Ceppes.
- Jean IV de Ceppes, frère du précédent.
- François Floret, cité comme abbé en 1569. Les Protestants pillèrent et brûlèrent l’abbaye.
- Jean III de Ceppes, abbé en 1577, conseiller au parlement de Bordeaux. En 1577 les Protestants prirent la ville et détruisirent les bâtiments du monastère. Son frère Jean, légataire universel, résigna l’abbaye le 5 octobre 1578 en faveur du suivant.
- Pierre Graneyrie, prêtre du diocèse de Limoges, obtient ses bulles le 3 juin 1579. Il en prit possession par procureur le 9 janvier 1580. Il se démit en 1588.
- Jean V de Cosaiges, prieur de Saint-Cyprien de Sarlat. Il est nommé par le roi en 1588. Il reçoit ses bulles en 1591. Il se démet le 6 mars 1595 avec une pension de 40 écus d’or.
- Pantaléon de La Coste, nommé le 7 mars 1595 et en prend possession le 8 mai.

### AuXVIIesiècle
- Louis Chastagnier d’Abbin de La Roche-Pozan reçoit un brevet de nomination le 1er octobre 1595.
- Gérald III de Catajol ou de Custojoux, abbé en 1616. Il résigne en 1624 moyennant une pension de 1200 livres, avec accord du roi le 10 mars
- Jean Gramond qui se qualifie d’abbé de Beaulieu jusqu’en 1657.
- Émmanuel Théodose de La Tour-d’Auvergne. Il reçoit ses bulles le 27 janvier 1658, à l’âge de 14 ans. Il en prend possession par procureur le 28 septembre 1659. Il est également prieur de Turenne et de Paunat. Le 21 juillet 1661, il s’entend avec dom Benoit Brachet, supérieur général de la congrégation de Saint-Maur,  pour unir Beaulieu à Saint-Maur. La congrégation est introduite le 11 mars 1663. Il se démet en faveur du suivant et devient le cardinal de Bouillon.

## Liste des abbés de la congrégation de Saint-Maur

### AuXVIIesiècle
- René ou François Le Sauvage, précepteur d’Emmanuel Théodose a ses bulles le 2 octobre 1664. Il en prend possession par procureur le 2 janvier 1665. Il meurt le 17 mai 1677, évêque de Lavaur.
- Pascal de Ravillon. Il est inhumé le 4 octobre 1688 dans le cimetière de Sarlat[2].
- Jean IV Phelip de Saint-Viance est nommé le 1er novembre 1688. Il obtient ses bulles 13 avril 1693. Il prend possession par procureur le  9 août 1693. Il est mort en juillet 1707 ou 1711.

### AuXVIIIesiècle
- De Tilly de Boisfranc ou de Beaufranc, nommé abbé de Beaulieu le 24 avril 1707.
- Martial-Louis de Brossard, doyen de la cathédrale de Tulle, nommé le 15 août 1713. Il obtient ses bulles le 21 mars 1714. Il en prend possession personnellement le 15 mai 1714. Il est mort à la fin de 1733.
- Jean-Baptiste-Joseph de Vayre de Montal, vicaire général des évêques de La Rochelle et d’Aix. Il est nommé le 13 mars 1734. Il obtient ses bulles 11 avril 1736 et prend possession personnellement de l’abbaye le 30 mai 1736.
- Louis-Marie de Frischman de Rosemberg, chanoine et chargé des affaires du roi à la cour de Madrid. Il est nommé en juillet 1756 et en prend possession par procureur le 29 novembre 1756 puis il se démit.
- Jean-Joseph-Joachim de Gabriac, vicaire général de Sens. Il prend possession de l’abbaye le 23 juin 1759. Il avait eu ses bulles le 9 mai 1759.
- Camille-Louis-Apolinaire de Polignac a ses bulles 11 juin 1769, à 24 ans, après avoir été nommé en novembre 1768. Il en prend possession le 2 avril 1770. Il devient évêque de Meaux en 1779.
- François-Benoît de Gondouin, nommé en mai 1779. L’abbaye est citée comme vacante le 24 mars 1787.
- Jean-Baptiste de Bouillé, vicaire général de l’évêque de Vienne, en Dauphiné, est nommé en 1787. Il siège à l’abbaye en 1788 et il est encore cité en 1791.